# توم كاين
توم كاين (بالإنجليزية: Tom Kain)‏ هو لاعب كرة قدم أمريكي، ولد في 1 يوليو 1963 في الولايات المتحدة. شارك مع منتخب الولايات المتحدة لكرة القدم. أما مع النوادي، فقد لعب مع 1. FC Union Solingen ‏.

## وصلات خارجية
- توم كاين على موقع الاتحاد الدولي (مؤرشف)  (الإنجليزية)